# پنهان در خانه
پنهان در خانه (به انگلیسی: Hider in the House) یک فیلم سینمایی دلهره‌آور روانشناختی آمریکایی به کارگردانی متیو پاتریک با بازی گری بیوسی و میمی راجرز محصول سال ۱۹۸۹ است.

## داستان
مردی آشفته در اتاق زیرشیروانی خانه ای جدید مخفی شده و با ورود خانواده‌ای به خانه، به آنها علاقه‌مند می‌شود و…

## بازیگران
- گری بیوسی در نقش تام سایکس
- میمی راجرز در نقش جولی درایر
- مایکل مک‌کین در نقش فیل درایر
- کرت کریستوفر کیندر در نقش نیل درایر
- کندیس هاتسون در نقش هالی درایر
- الیزابت روشیو در نقش ریتا
- چاک لافونت در نقش دکتر گوردون
- بروس گلوور در نقش ژن هافورد
- جیک بیوزی در نقش تام سایکس به عنوان یک نوجوان